# Ehm Welk-Haus
Das Ehm Welk-Haus in Bad Doberan ist das ehemalige Wohnhaus des Schriftstellers Ehm Welk. Das schlichte Einfamilienhaus aus rotem Klinker ist heute eine kulturelle Begegnungsstätte.

## Geschichte
Im Jahre 1950 bestimmte der Schriftsteller Ehm Welk das Haus in der Dammchaussee 23 in Bad Doberan zu seinem neuen Wohnsitz. Bis zu seinem Tode am 19. Dezember 1966 lebte er in diesem Haus.
Seit Dezember 1979 dient das Haus als öffentliche, kulturelle Begegnungsstätte. Damit wurde Ehm Welks Wunsch nachgekommen, aus dem Haus keine Gedenkstätte zu machen, sondern einen mit Leben erfüllten Ort.

## Ausstellungsbereich
Auf dem Grundstück befinden sich drei Ausstellungsbereiche zu Leben und Werk von Ehm Welk: die Diele des Hauses, der Sommerarbeitsraum und das Gartenhäuschen. 
In der Diele sind Fotos, Dokumente, Erst- und Geschenkausgaben ausgestellt. Hier kann man sich über Ehm Welks Biografie und Bibliografie informieren. Auch der zweiten Ehefrau des Autors, Agathe Lindner-Welk, ist eine Vitrine gewidmet. Das Arbeitszimmer ist original erhalten und enthält u. a. die 5.000 Bände umfassende Bibliothek des Autors. Der großzügig angelegte Garten wird genutzt für Sommertheateraufführungen, Sommerfeste und beherbergt das Gartenhäuschen, in dem über den Tierfreund und Naturliebhaber Ehm Welk weitere Informationen gegeben werden. Das ehemalige Wohnzimmer ist heute Veranstaltungsort für Lesungen, literarische Kolloquien, Konzerte, Theateraufführungen, Kabarettabende, musikalisch-literarische Veranstaltungen und Ausstellungen sowie für die jährlich stattfindenden traditionellen Ehm-Welk-Veranstaltungen.